# The Galena Territory
The Galena Territory – jednostka osadnicza w Stanach Zjednoczonych, w stanie Illinois, w hrabstwie Jo Daviess.